# UBE2F
UBE2F (англ. Ubiquitin conjugating enzyme E2 F (putative)) – білок, який кодується однойменним геном, розташованим у людей на короткому плечі 2-ї хромосоми.  Довжина поліпептидного ланцюга білка становить 185 амінокислот, а молекулярна маса — 21 077.
| 10         |  | 20         |  | 30         |  | 40         |  | 50         |
| ---------- |  | ---------- |  | ---------- |  | ---------- |  | ---------- |
| MLTLASKLKR |  | DDGLKGSRTA |  | ATASDSTRRV |  | SVRDKLLVKE |  | VAELEANLPC |
| TCKVHFPDPN |  | KLHCFQLTVT |  | PDEGYYQGGK |  | FQFETEVPDA |  | YNMVPPKVKC |
| LTKIWHPNIT |  | ETGEICLSLL |  | REHSIDGTGW |  | APTRTLKDVV |  | WGLNSLFTDL |
| LNFDDPLNIE |  | AAEHHLRDKE |  | DFRNKVDDYI |  | KRYAR      |  |            |

A: Аланін

C: Цистеїн

D: Аспарагінова кислота

E: Глутамінова кислота

F: Фенілаланін

G: Гліцин

H: Гістидин

I: Ізолейцин

K: Лізин

L: Лейцин

M: Метіонін

N: Аспарагін

P: Пролін

Q: Глутамін

R: Аргінін

S: Серин

T: Треонін

V: Валін

W: Триптофан

Кодований геном білок за функцією належить до трансфераз. 
Задіяний у таких біологічних процесах як убіквітинування білків, ацетиляція, альтернативний сплайсинг. 
Білок має сайт для зв'язування з АТФ, нуклеотидами. 